# Sárgahasú todi
A sárgahasú todi vagy Puerto Ricó-i todi (Todus mexicanus) a madarak (Aves) osztályának szalakótaalakúak (Coraciiformes) rendjébe és a todifélék (Todidae) családjába tartozó faj.

## Rendszerezése
A fajt René Primevère Lesson francia ornitológus írta le 1838-ban.

## Előfordulása
Puerto Rico szigetén honos. A természetes élőhelye szubtrópusi és trópusi síkvidéki esőerdők, száraz erdők és cserjések. Állandó, nem vonuló faj.

## Megjelenése
Testhossza 11 centiméter, testtömege 4,8-8 gramm. Tollruhája zöld, a hasa világossárga.

## Életmódja
Rovarokkal táplálkozik.

## Szaporodása
A fészekaljba 1-4 csillogó fehér tojásból áll.

## Természetvédelmi helyzete
Az elterjedési területe nem nagy, egyedszáma viszont csökken, de még nem éri el a kritikus szintet. A Természetvédelmi Világszövetség Vörös listáján nem fenyegetett fajként szerepel.

## Külső hivatkozások
- Képek az interneten a fajról
- Internet Bird Collection – videók a fajról
- Xeno-canto.org – a faj hangja és elterjedési területe